# Eugeniusz Banachowicz
Eugeniusz Banachowicz (ur. 27 października 1946 w Międzyrzeczu Wielkopolskim) – polski kompozytor, aranżer, dyrygent, pedagog, dziennikarz muzyczny.

## Życiorys
Ukończył Państwową Wyższą Szkołę Muzyczną w Poznaniu (1968-1973). Pierwsze kompozycje napisał już w czasie studiów dla zespołu amatorskich "Akces" i "Inni", w których również sam występował grając na gitarze basowej. Jego utwory wypełniały niemal cały repertuar zespołu "Akces". Po ukończeniu studiów podjął pracę w Wyższej Szkoły Pedagogicznej w Zielonej Górze oraz (od 1976) w zielonogórskiej rozgłośni Polskiego Radia - Radio Zachód S.A. Przez 33 lata kierował redakcją muzyczną radia. Współpracę z rozgłośnią zakończył w październiku 2019. Współpracował z Orkiestrą Polskiego Radia i Telewizji w Katowicach i Poznaniu, dla których na przełomie lat 80. i 90. skomponował kilkadziesiąt utworów instrumentalnych. Niektóre z nich zostały wykorzystane w filmach dokumentalnych. Zainteresowany jego twórczością dyrektor Filharmonii Zielonogórskiej Czesław Grabowski zaproponował mu skomponowanie kilku utworów symfonicznych, które złożyły się na płytę "Chwila wytchnienia".
Oprócz komponowania utworów instrumentalnych pisze również muzykę do filmów, zajmuje się aranżacją, dyryguje, prowadzi radiowe audycje muzyczne.
Jego syn Piotr Banachowicz (ur. 1982) był pilotem samolotów – zginął w katastrofie podczas Radom Air Show w 2007. 
Wyróżniony Odznaką honorową "Zasłużony dla Kultury Polskiej".